# Gommenec’h
Gommenec’h (bret. Gouanac'h) – miejscowość i gmina we Francji, w regionie Bretania, w departamencie Côtes-d’Armor.
Według danych na rok 1990 gminę zamieszkiwało 421 osób, a gęstość zaludnienia wynosiła 36 osób/km² (wśród 1269 gmin Bretanii Gommenec’h plasuje się na 872. miejscu pod względem liczby ludności, natomiast pod względem powierzchni na miejscu 775.).